# 2024년 하계 올림픽 부룬디 선수단
부룬디는 2024년 7월 26일부터 8월 11일까지 파리에서 열리는 2024년 하계 올림픽에 출전했다. 이번 대회는 1996년 하계 올림픽 공식 데뷔 이후 이번 대회에 국가가 출전하는 8번째 대회가 된다.

## 출전 선수
| 종목 | 남자 | 여자 | 전체 |
| ---- | ---- | ---- | ---- |
| 육상 | 3    | 1    | 4    |
| 유도 | 0    | 1    | 1    |
| 수영 | 1    | 1    | 2    |
| 전체 | 4    | 3    | 7    |

## 매달 집계
| 종목 | 1 | 2 | 3 | 합계 |
| 종목 | ' | ' | ' | '    |
| 종목 | ' | ' | ' | '    |
| 종목 | ' | ' | ' | '    |
| 합계 | ' | ' | ' | '    |

## 같이 보기
- 2024년 하계 올림픽